# Tjaardaflats
De Tjaardaflats zijn drie markante woonflats van dertien verdiepingen in de Friese plaats Drachten.

## Geschiedenis
Om de enorme groei van Drachten vanaf de jaren vijftig in goede banen te leiden, schakelde de gemeente Smallingerland de architecten Van den Broek en Bakema in. Bekend van hun wederopbouwarchitectuur in Rotterdam, richtten zij de winkel- en voetgangersgebieden van de Kaden, het Moleneind, de Noorder- en Zuiderbuurt in naar voorbeeld van de Lijnbaan.
Om Drachten een stedelijker aanzien te geven, ontwierpen zij ook de Tjaardaflats die in 1970 aan de oostelijke rand van Drachten bij het Ureterpvallaat werden gebouwd. De drie flatgebouwen kregen de namen 'de Stins', 'de Pleats' en 'de State'. De straatnaam Tjaarda verwijst naar de voormalige Tjaarda State die ooit in Rinsumageest stond. Veel straten in de wijk De Wiken-Oost waar de flats staan, verwijzen naar (voormalige) stinzen, states en buitenplaatsen in Friesland.
De bedoeling was dat jonge stellen er hun eerste woning zouden vinden en er met hun kinderen een levendige wijk van zouden maken maar de praktijk was weerbarstig. Het verloop was hoog en de sociale cohesie laag. Via hernieuwde aandacht veranderde dat gaandeweg, waarbij de gelijkvloerse appartementen in de Tjaardaflats paradoxaal genoeg juist voor ouderen aantrekkelijk bleken te zijn. De flats zijn gebouwd als sociale huurwoningen maar aan het eind van de jaren 90 werd besloten de vrijgekomen huurflats te verkopen.

### Renovatie
In 1993 gaf woningbouwvereniging Talma aan ontwerper Henk Lampe de opdracht om de kleuren te bedenken voor de kozijnen, deuren en ramen voor de te renoveren Tjaardaflats. Ook ontwierp Lampe de driehoekige luifels met brievenbussen. De kopgevels werden geïsoleerd en de warmte-isolatielaag afgewerkt met leisteen. Voor elk van de drie flats ontwierp Lampe een uniek patroon en kleur voor de leien, zodat ze een eigen identiteit kregen. Dit was vooral belangrijk om de anonimiteit van de seriebouw te doorbreken.

## Monument voor Toekomstig Geluk
Als eerste van de vier stadsmarkeringen van Drachten werd eind 2018 bij de belangrijkste toegangsweg aan de oostkant van Drachten het 'Monument voor Toekomstig Geluk' onthuld. Kunstenaar Frank Koolen liet zich inspireren door de jaren 60 toen de Tjaardaflats werden ontwikkeld. Op zoek naar een tijdloos beeld dat het vooruitgangsgeloof van de jaren 60 uitdrukt, besloot Koolen de flatbewoners een raket te geven om te verwijzen naar de eerste mens op de maan als belangrijk symbool voor het geloof in een betere toekomst.
Geïnspireerd door de kinderlijke humor van Dada, een kunststroming met een bijzondere geschiedenis in Drachten, werkte Koolen samen met zijn destijds zevenjarige dochter aan het ontwerp. Tien jaar lang is het kunstwerk het middelpunt van een maandelijkse loterij. Elke eerste maandag van de maand kleurt de punt van de raket rood, blauw of geel (de kleuren van de drie flats en ook de kenmerkende kleuren van De Stijl) en verschijnt er een huisnummer waarmee een van de bewoners van de Tjaardaflats in de prijzen valt.
In de betonnen voet zijn zitplaatsen uitgespaard zodat het kunstwerk ook gebruikt kan worden als ontmoetingsplek om de bewoners van de drie flats een gemeenschap te laten vormen en het imago te verbeteren. De Tjaardaflats hadden een luguber imago gekregen doordat mensen uit de verre omgeving de flats uitkozen om zelfmoord te plegen. In verband daarmee gaf de kunstenaar het beeld kort na de onthulling als toevoeging het jaartal 2018, als tegemoetkoming aan de wens van een moeder wiens zoon de flat had gebruikt om een eind te maken aan zijn leven. Door de toevoeging van het jaartal ontstond er een scheidslijn tussen het donkere verleden en het geloof in een kleurrijke toekomst.